# Basil Zaharoff
Basil Zaharoff (1849-1936), född Vasileios Zacharof. Turkiskfödd grekisk finans- och affärsman som gjorde sig en större förmögenhet på vapen- och oljehandel. Delägare i den brittiska vapenkoncernen Vickers Ltd samt i det berömda kasinot i Monte Carlo. Adlad till Sir Basil av engelska hovet. Under första världskriget gjorde han sig en enorm förmögenhet på att sälja vapen till krigförande länder på alla sidor. Hans enorma finansiella framgång i kombination med hans hemlighetsfulla uppträdande har gett upphov till en mängd myter om hans person.